# 시흥대야역
시흥대야역(始興大也驛, Siheung Daeya station)은 경기도 시흥시 대야동에 위치한 수도권 전철 서해선의 전철역이다.  전북특별자치도 군산시에 위치한 대야역(大野驛)과의 혼선 방지 차원에서, 역명에 '시흥'이 붙었다.

## 연혁
- 2013년 10월 21일: 사업용 철도노선 고시 및 대야역으로 역명 결정[1]
- 2018년 4월 6일: 철도거리표 고시 및 시흥대야역으로 역명 변경[2]
- 2018년 6월 16일: 수도권 전철 서해선 개통과 함께 영업 개시[3]

## 승강장
2면 2선의 상대식 승강장을 갖추고 있다. 승강장에는 스크린도어가 설치되어 있다.
| ↑ 소새울 |
| \| 하    |
| 신천 ↓   |

| 상행 | ● 수도권 전철 서해선 | 소사 · 김포공항 · 대곡 · 일산 방면 |
| 하행 | ● 수도권 전철 서해선 | 시흥시청 · 초지 · 원시 방면        |

## 역 주변
- CGV 시흥점
- LF팩토리아울렛 시흥점
- 무크아울렛
- 은계초등학교
- 영남아파트
- 대야초등학교
- 시흥시청청소년수련관
- 시흥시평생학습센터
- 시흥시립대야도서관

## 사진

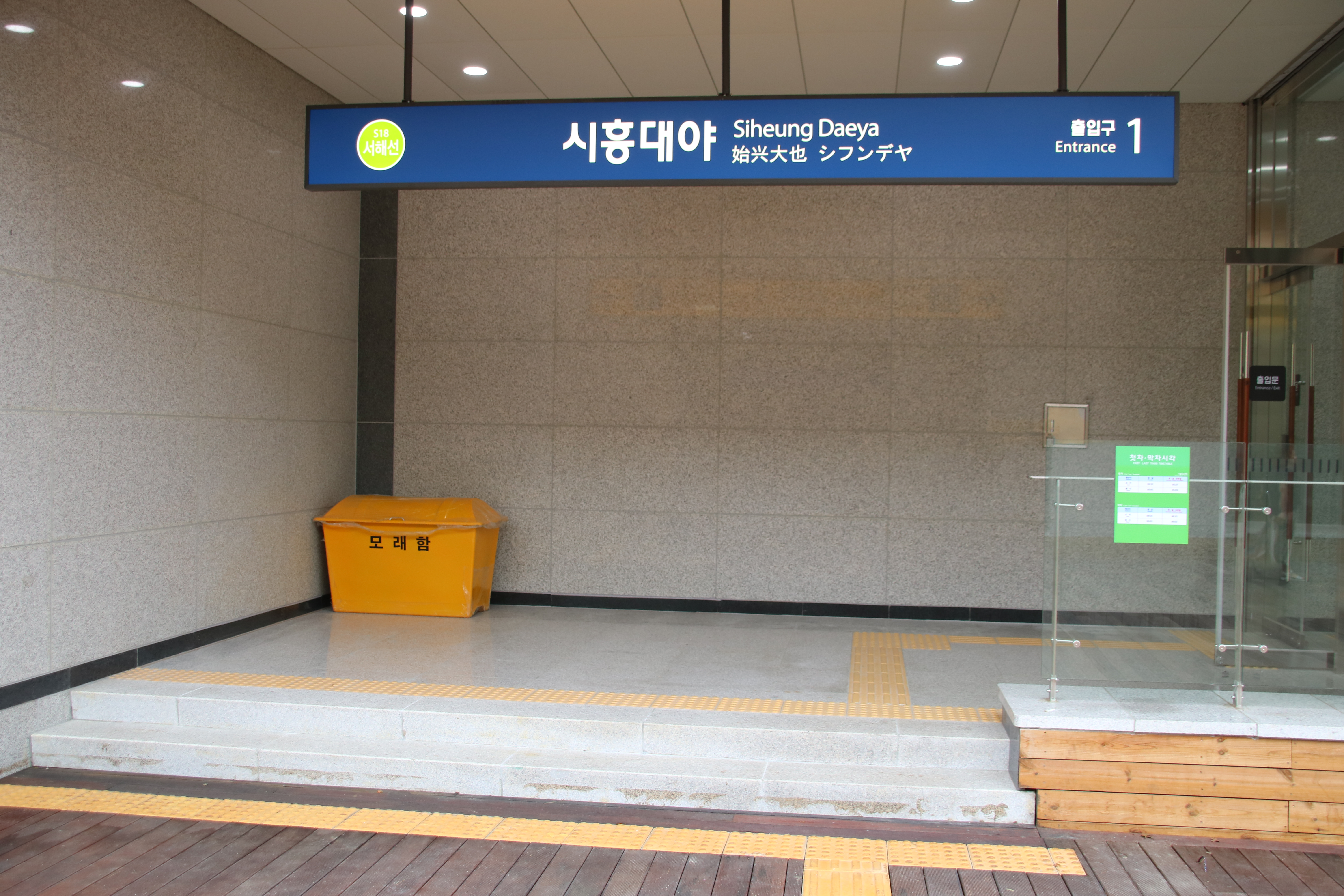
1번 출입구
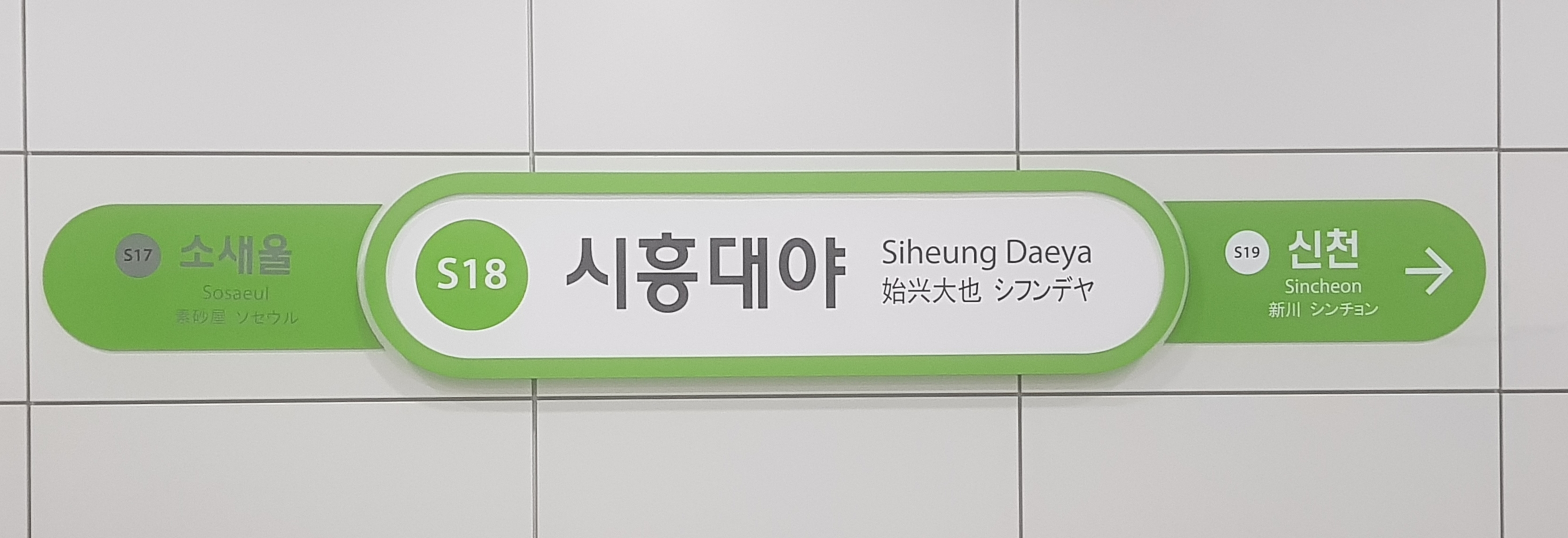
역명판(원시 방향)

## 이용객 변동
| 노선   | 일평균 인원수 (명/일) | 일평균 인원수 (명/일) | 일평균 인원수 (명/일) | 일평균 인원수 (명/일) | 일평균 인원수 (명/일) | 각주  |
| 노선   | 2018년                | 2019년                | 2020년                | 2021년                | 2022년                | 각주  |
| ------ | --------------------- | --------------------- | --------------------- | --------------------- | --------------------- | ----- |
| 서해선 | 4,138                 | 4,530                 | 4,431                 | 2,390                 | 2,466                 | [ 4 ] |

## 인접한 역
| 수도권 전철 서해선   | 수도권 전철 서해선   | 수도권 전철 서해선 |
| -------------------- | -------------------- | ------------------ |
| S17 소새울 일산 방면 | ● 수도권 전철 서해선 | S19 신천 원시 방면 |